# یواس‌اس تیکوندروگا (۱۹۱۸)
یواس‌اس تیکوندروگا (۱۹۱۸) (به انگلیسی: USS Ticonderoga (1918)) یک کشتی بود که طول آن ۴۰۱ فوت ۱ اینچ (۱۲۲٫۲۵ متر) بود.